# 쓰가루 노부마사

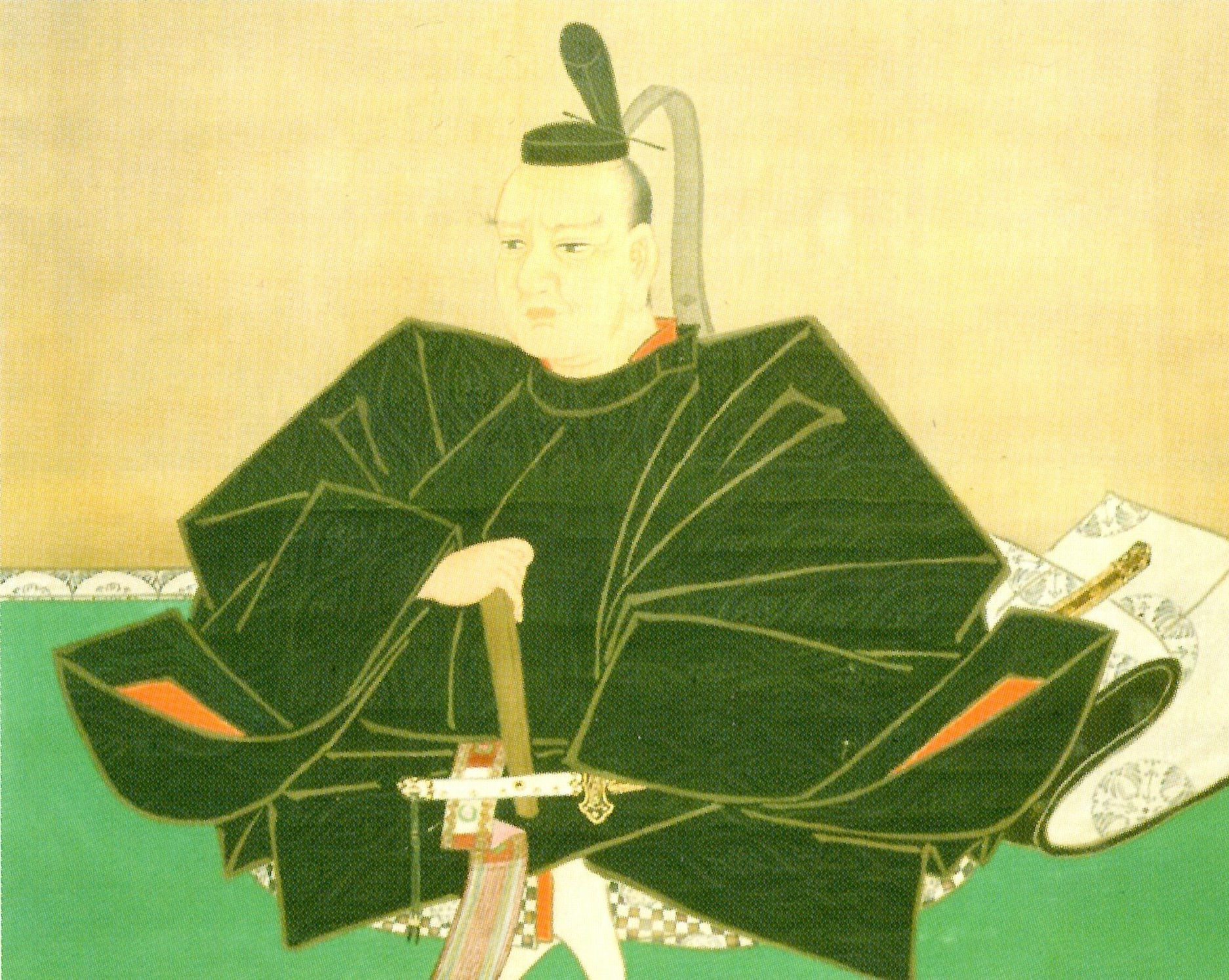
쓰가루 노부마사

쓰가루 노부마사(일본어: 津軽信政, 1646년 8월 28일~1710년 12월 8일)는 히로사키번의 4대 번주이다. 관위는 종5위하, 엣추노카미(越中守)이다.

## 출생과 유소년기
1646년, 3대 번주 쓰가루 노부요시(津軽信義)의 맏아들로 태어났다. 1655년, 아버지가 사망하자 그 이듬해 2월 2일에 가독을 이어 번주 자리에 올랐다. 그러나 아직 어린 나이였기 때문에 숙부 노부후사(信英)가 그를 보좌하였다. 어릴 적부터 총명하였고, 야마가 소코(山鹿素行)에게 유학과 병학을, 요시카와 고레타리(吉川惟足)에게 신토(神道)를 배웠다.

## 명군의 치적
노부마사는 에도 시대 전기의 명군이자, 히로사키번을 중흥한 영민한 군주로 알려져 있다. 직접 정치를 할 수 있는 나이가 되었을 때, 그는 개간, 치수, 산림 제도의 정비, 식수 사업, 토지 조사, 가신들의 교외 이주를 통한 조카마치 확대 등의 정책을 추진했고, 노모토 도겐(野本道玄)을 초빙하여 양잠, 직물, 제사업의 육성을 꾀했다. 이처럼 번정 확립과 번 발전에 힘쓰면서도 백성들에게 선정을 베풀어 번의 전성기를 불러왔다. 이때 문화적으로도 발전을 도모하여 40여 명에 이르는 문화인들을 초빙하였고, 대외적으로도 샤쿠샤인 전쟁(1669년)에 참전하고, 닛코 산궁(日光山宮) 건설(1683년)의 건설 관리자로 일하기도 했다.

## 만년
그러나 만년에는 좋지 않은 일들이 생겨났다. 1687년에는 가라스야마 번의 번주 나스 스케노리(那須資徳)의 상속 문제에 관여하여 물의를 빚었다. 나스 스케노리는 원래 노부마사의 셋째 아들 쓰가루 마사나오(津軽政直)로, 1683년 윤5월 1일에 나스 스케미쓰의 양자가 되었다. 스케미쓰가 1687년 8월에 사망하면서 스케노리가 그 뒤를 이어 번주가 되었다. 하지만 스케미쓰는 스케노리를 양자로 삼을 때 둘째 아들 후쿠하라 스케히로(福原資寛)가 있음을 숨겼고, 이는 스케노리가 번주가 된 다음 스케히로와 그 생모가 가독 승계의 부당함을 호소함으로써 드러났다. '가라스야마 소동(烏山騒動)'이라 불리는 이 사건으로 인해 스케노리는 1687년 10월에 영지를 박탈당하여 노부마사에게 돌아왔고, 노부마사는 막부로부터 질책을 받게 되었다. 1695년에는 번에 대기근이 들어 3만 명 이상이 사망하였고, 번 통치에 심각한 위기가 닥치기 시작하였으며, 1703년에는 아코번의 옛 아사노 번사들의 처리 문제로 실책을 범하였다. 게다가 노부마사가 점차 치매 증상을 보이기 시작해, 번정은 더욱 어려움을 겪게 되었다. 결국 노부마사는 1710년, 65세의 나이로 히로사키에서 사망하였다. 가독은 차남인 노부히사(信寿)가 계승하였다.
| 전임 쓰가루 노부요시 | 제4대 히로사키번 번주 1656년 ~ 1710년 | 후임 쓰가루 노부히사 |